# فيليب إريا
جورج رايموند بايال (بالفرنسية: Philippe Hériat)‏ كاتب فرنسي ولد في 15 سبتمبر 1898 بباريس، وتوفى في 10 أكتوبر 1971 بباريس.

## روابط خارجية
- فيليب إريا على موقع IMDb (الإنجليزية)
- فيليب إريا على موقع ألو سيني (الفرنسية)
- فيليب إريا على موقع أول موفي (الإنجليزية)
- فيليب إريا على موقع قاعدة بيانات برودواي على الإنترنت (الإنجليزية)
- فيليب إريا على موقع قاعدة بيانات الأفلام السويدية (السويدية)
- فيليب إريا على موقع قاعدة بيانات الفيلم (الإنجليزية)
- فيليب إريا على موقع كينوبويسك (الروسية)